# Soyouz TMA-22
Soyouz TMA-22 est une mission spatiale lancée le 14 novembre 2011, depuis le Cosmodrome de Baïkonour. Elle a transporté trois membres de l'Expédition 29 vers la station spatiale internationale. Il s'agit du 111e vol d'un vaisseau Soyouz depuis le premier en 1967.
Le retour sur Terre s'est déroulé le vendredi 27 avril 2012 au Kazakhstan.
TMA-22 fut le dernier vol d'un véhicule Soyouz-TMA, à la suite du changement de conception de la version modernisée TMA-M. Le lancement de Soyouz TMA-22 était initialement prévue pour le 30 septembre 2011, mais a été retardée jusqu'au 14 novembre par suite de l'échec du lancement du cargo de ravitaillement Progress M-12M le 24 août 2011. Soyouz TMA-22 a été la première mission habitée à s'amarrer à l'ISS depuis le retrait de la navette spatiale américaine à la fin de la mission STS-135 en juillet 2011.

## Équipage

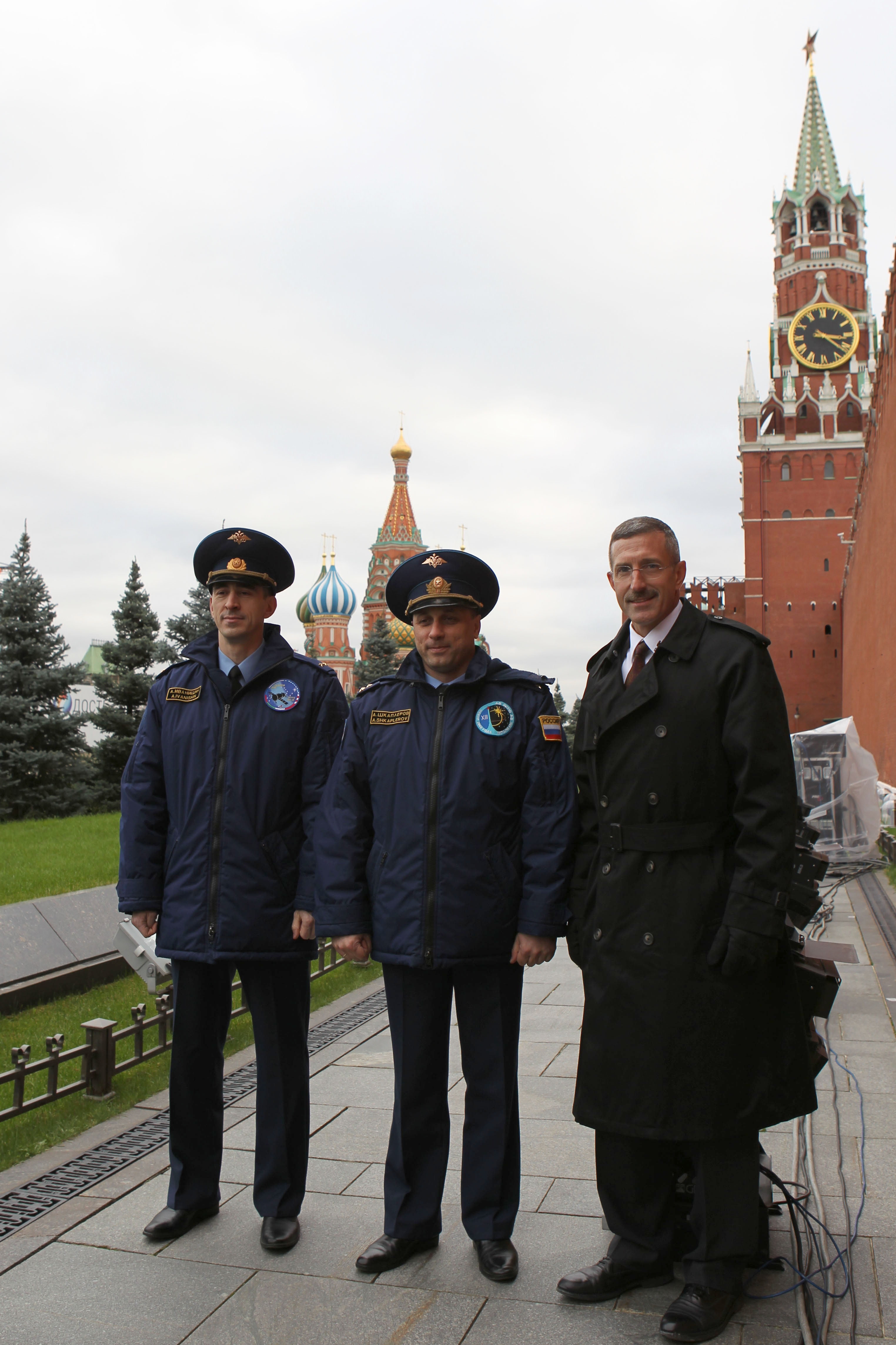
Les membres d'équipage du Soyouz TMA-22 pendant leur tour de cérémonie de la Place Rouge, le 24 octobre 2011.

- Commandant : Anton Chkaplerov (1),  Russie
- Ingénieur de vol 1 : Anatoli Ivanichine (1),  Russie
- Ingénieur de vol 2 : Daniel C. Burbank (3),  États-Unis

Le chiffre entre parenthèses indique le nombre de vols spatiaux effectués par l'astronaute, Soyouz TMA-22 inclus.

### Équipage de remplacement
- Commandant : Gennady Padalka,  Russie
- Ingénieur de vol 1 : Sergei Revin,  Russie
- Ingénieur de vol 2 : Joseph M. Acaba,  États-Unis

## Galerie

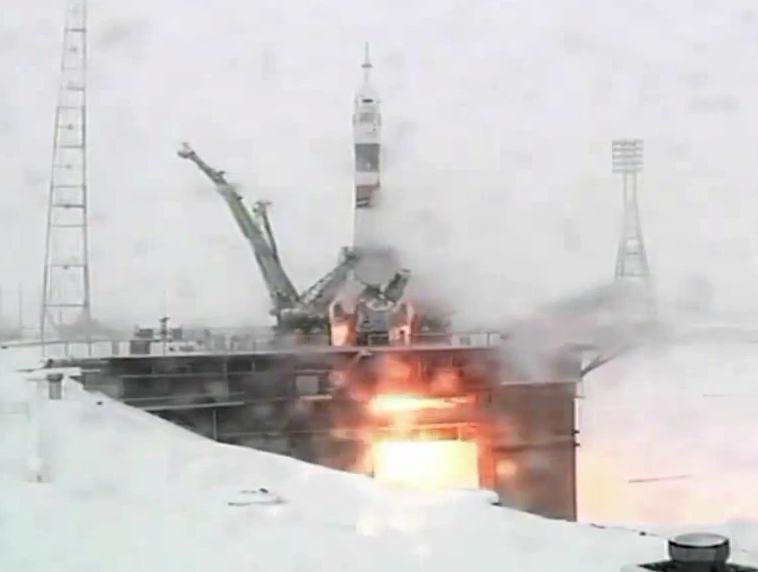
Soyouz TMA-22 décolle depuis le Cosmodrome de Baïkonour au Kazakhstan.
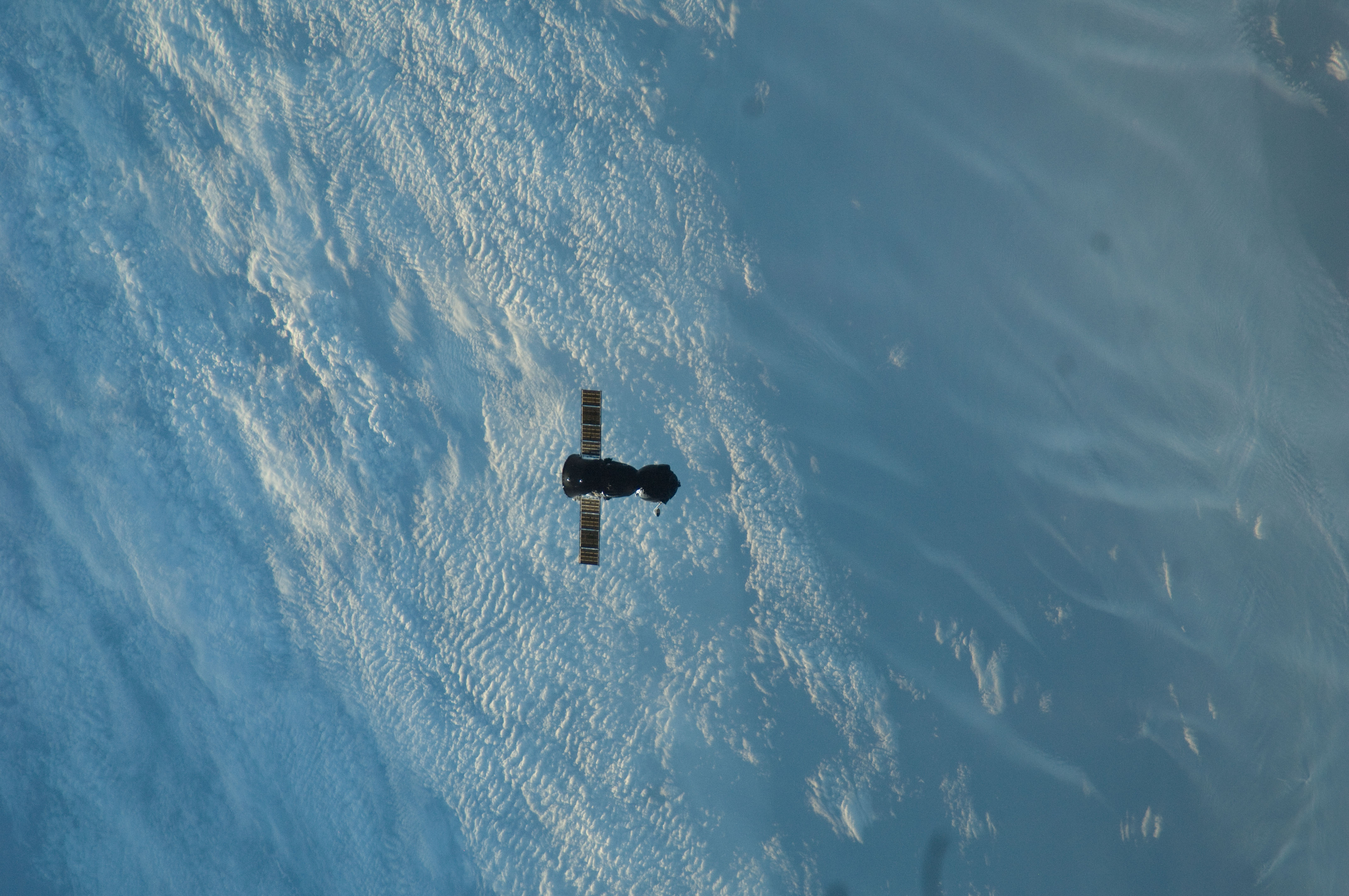
Soyouz TMA-22 quitte l’ISS.
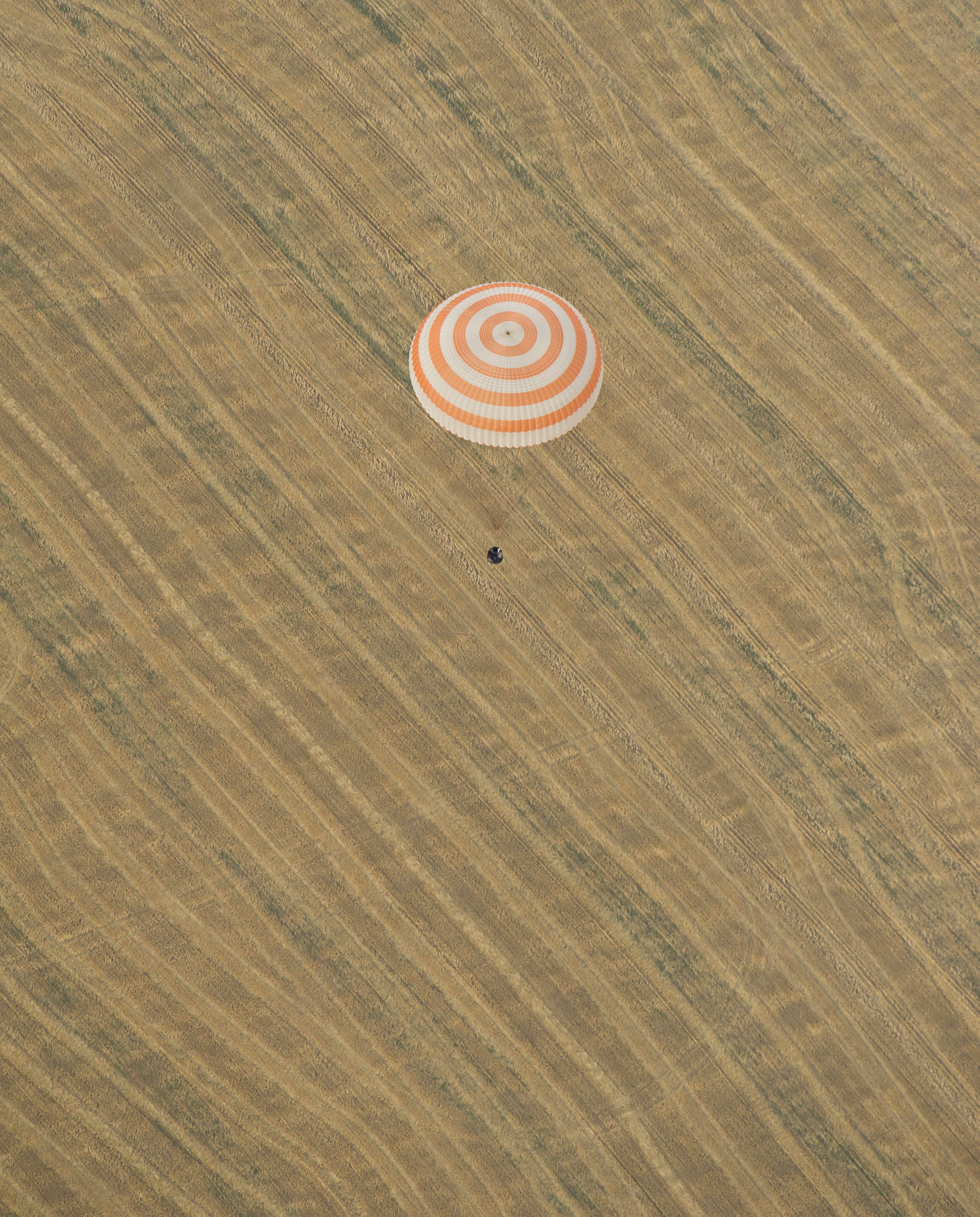
Soyouz TMA-22 peu de temps avant l’atterrissage.
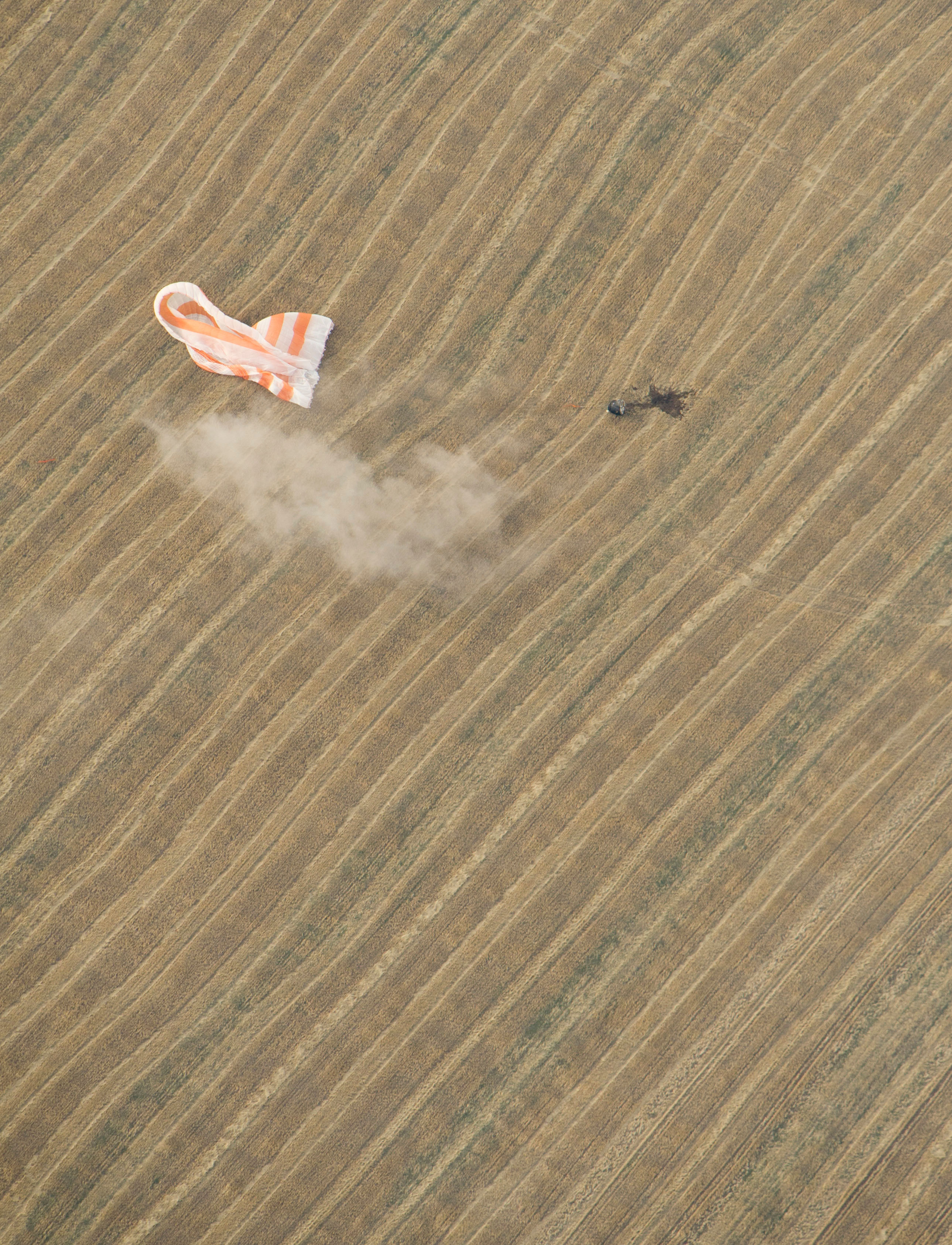
Soyouz TMA-22 peu de temps après l’atterrissage.
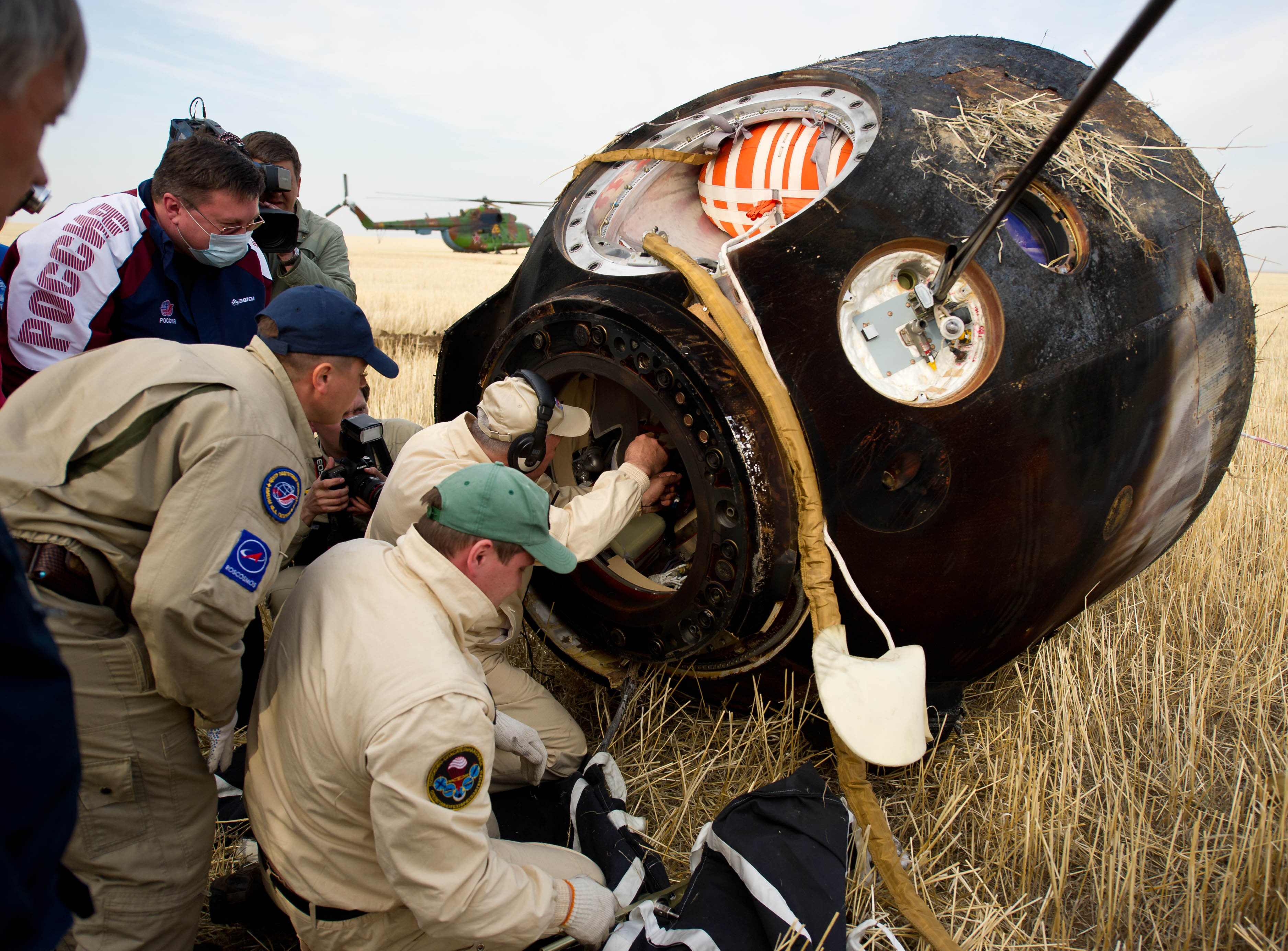
Le personnel de soutien russe aide les membres à quitter la capsule.
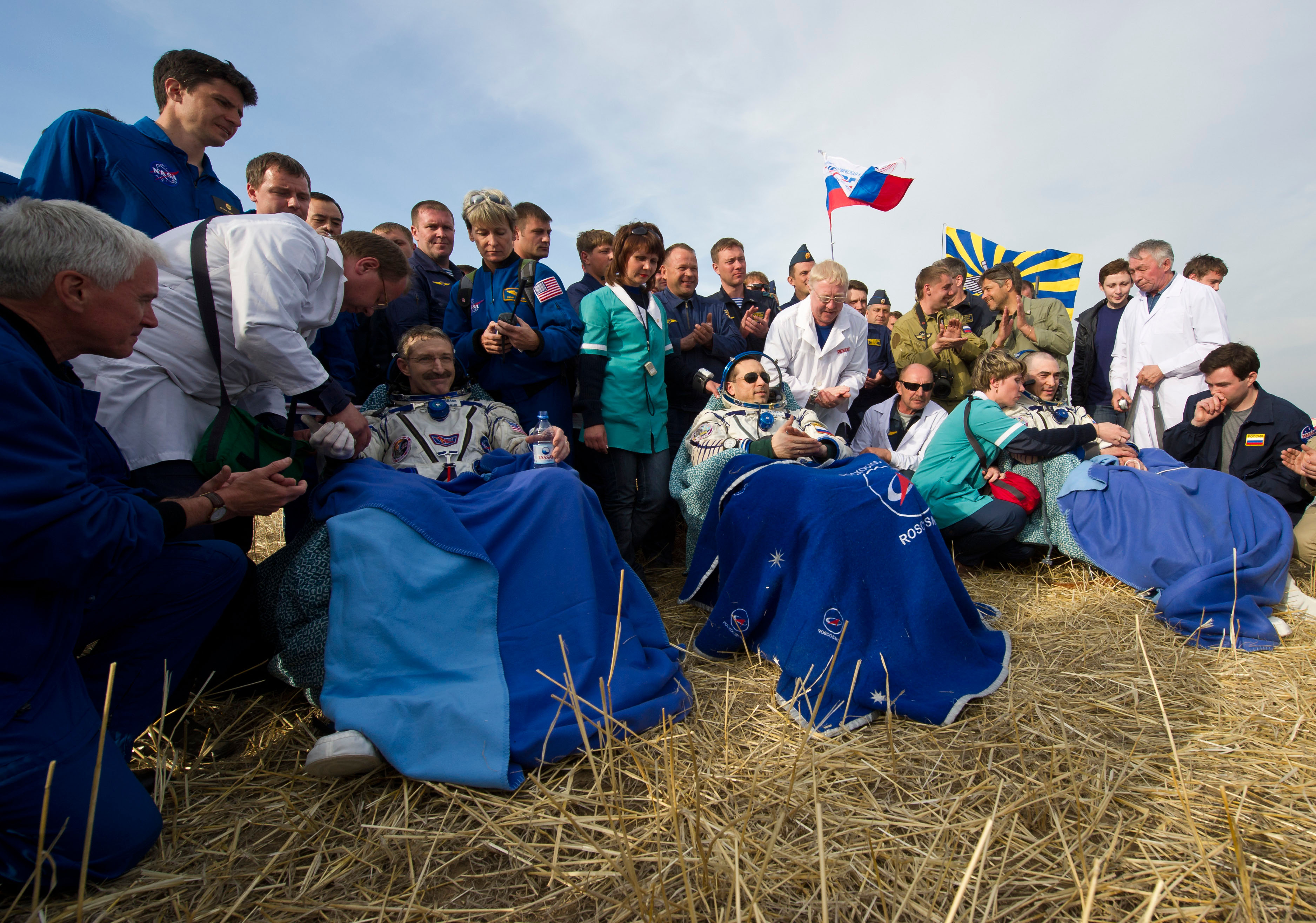
Les membres d'équipage assis sur des chaises après l'atterrissage.